# Светиилийски мост
Светиилийският мост (на гръцки: Γεφύρι στην θέση Προφήτης Ηλίας) е стар каменен мост в Егейска Македония, Гърция, край серското село Кюпкьой (Проти).
Мостът се намира в Кушница (Пангео), на изток от Кюпкьой, на 4,5 km по пътя от селото за Кюпкьойския манастир и на 500 m над Солинарудския мост, на няколко метра вляво под новия път. Пресича един от потоците, които образуват река Борданос. Мостът е обслужвал пътят за манастира.
Мостът впечатлява с красотата си въпреки малките си размери и небрежността на конструкцията си. Широк е само 1 m и конструкцията му придава ефирен характер, тъй като камъните на арката оформят и палубата му.